# Colonsay
Colonsay (en gaèlic escocès Colbhasa) és una illa localitzada a l'arxipèlag de les Hèbrides Interiors, a Escòcia. L'illa està situada al nord d'Islay i al sud de l'illa de Mull. Colonsay ocupa una superfície de 16 km² i alberga una població de 108 persones. La localitat principal de Colonsay és Scalasaig (Sgalasaig), a la costa est, d'on surten ferris a Oban i, entre abril i octubre, a Kennacraig.